# Perissus kimi
Perissus kimi là một loài bọ cánh cứng trong họ Cerambycidae.